# Zwift
Zwift je večigralska spletna platforma za kolesarjenje in tek, ki udeležencem omogoča treniranje in tekmovanje v virtualnem svetu.
Podjetje, ki je ustvarilo igro Zwift leta 2014 v Kaliforniji se imenuje Zwift inc. Ustanovitelji so Jon Mayfield, Eric Min, Scott Barger in Alarik Myrin. Beta verzija je bila izdana septembra 2014, oktobra 2015 pa je postala plačljiva za 15 eur mesečno.
Zwift omogoča uporabnikom da vozijo svoje kolo na stacionarnem trenažerju medtem, ko se pomikajo po osem različnih virtualnih svetovih (Watopia, Richmond, London, Innsbruck, Yorkshire, New York, Pariz in Francija). Igralci se lahko vozijo prosto po izbiri v enem izmed svetov ali se pridružijo organiziraznim skupinam za skupinski trening ali tekmovanje z drugimi igralci.
Zwift se poveže s trenažerjem z uporabo ANT+ ali bluetooth povezave. V kombinaciji z vnešeno težo igralca in podatkov iz trenažerja pretvori vse podatke v igro in simulira hitrost. V povezavi s »pametnimi« trenažerji zwift tudi spreminja upornost trenažerja in tako simulira naklone in spuste iz virtualnega sveta v trenažer.
Na začetku je bil Zwift dostopen samo uporabnikom Windows, od decembra 2016 pa je dostopen tudi za uporabnike IOS in Android, od novembra 2017 pa tudi v Apple TV.